# Dejongia
Dejongia là một chi bướm đêm thuộc họ Pterophoridae.

## Các loài
- Dejongia californicus (Walsingham, 1880)
- Dejongia lobidactylus (Fitch, 1855)